# Göstinger Ruinenberg
Der Göstinger Ruinenberg, historisch Annaberg, ist ein 574 m ü. A. hoher Vorberg des Flösserkogels (696 m ü. A.) nördlich von Graz. Auf ihm steht die Ruine Gösting.

## Lage und Landschaft
Der Berg bildet einen oststreifenden Gratausläufer, um den die Mur ihr Knie beim Verlassen der Alpen ausbildet und in das Grazer Becken eintritt, womit der Ruinenberg dessen Nordostende bildet. An seinem Südostfuß liegt der Ort Gösting, heute 13. Stadtbezirk der Landeshauptstadt der Steiermark, im Norden Raach, ebenfalls Stadtteil. Vom Stadtberg Plabutsch im Süden ist der Berg durch das Tal von Thal mit dem Thaler Bach getrennt.
Der Berg spielt schon immer historisch eine wichtige strategische Rolle, daher wurde auf ihm mit der Höhenburg Gösting schon im 11. Jahrhundert eine bedeutende Festungsanlage geschaffen. Daneben befinden sich am Berg die Cholerakapelle Hl. Dreifaltigkeit, erbaut 1833, östlich der Ruine, und westlich das St. Annenbründl.
Die Verkehrslage als Nadelöhr wirkt sich auch heute aus, an der steilen Nordflanke des Ruinenbergs, Jungfernsprung genannt, befindet sich das Nordportal des Plabutschtunnels, durch den die Pyhrn Autobahn (A 9) die Stadt Graz westlich umgeht.

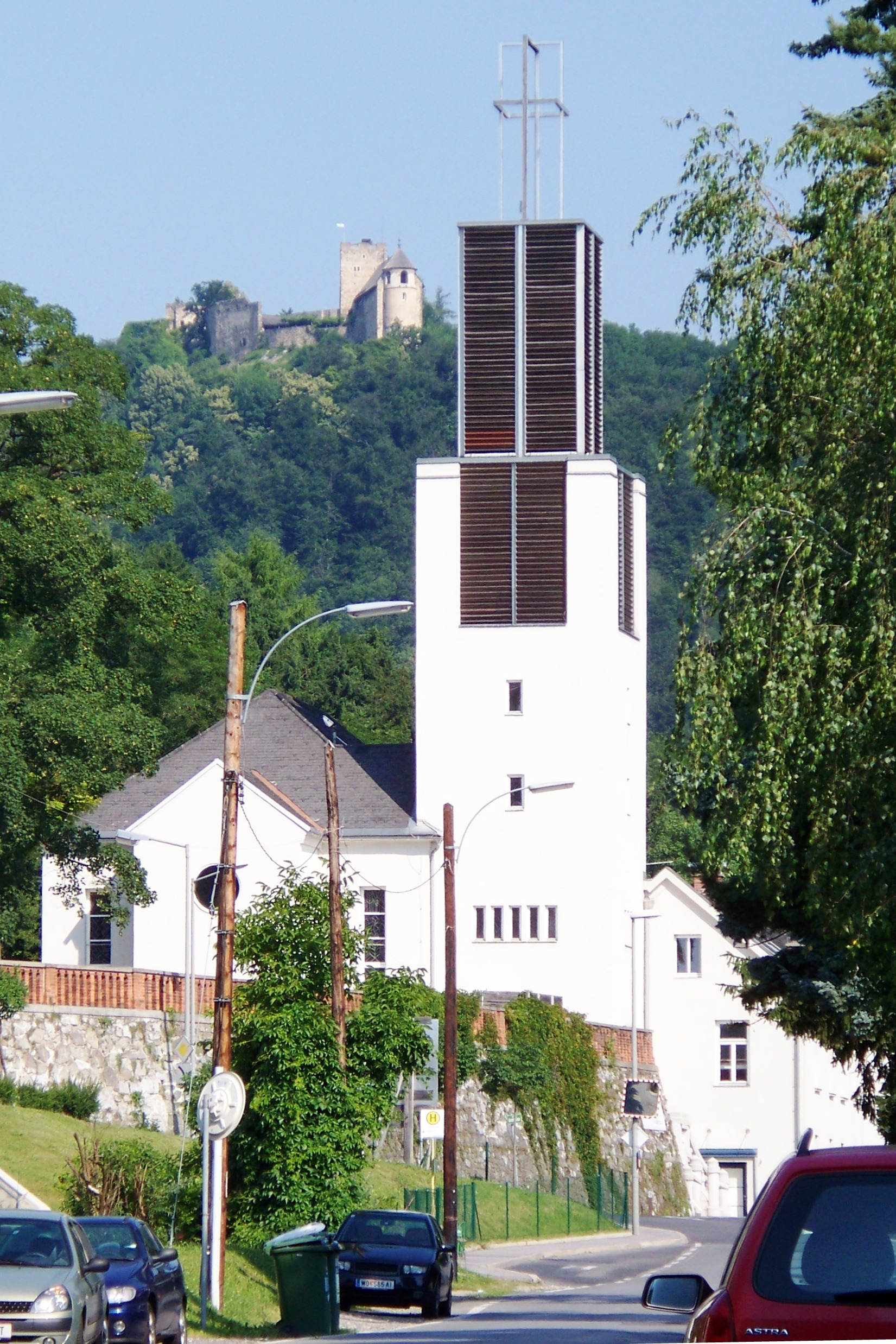
Ruinenberg mit Ruine Gösting, hinter der Kirche St. Anna Gösting
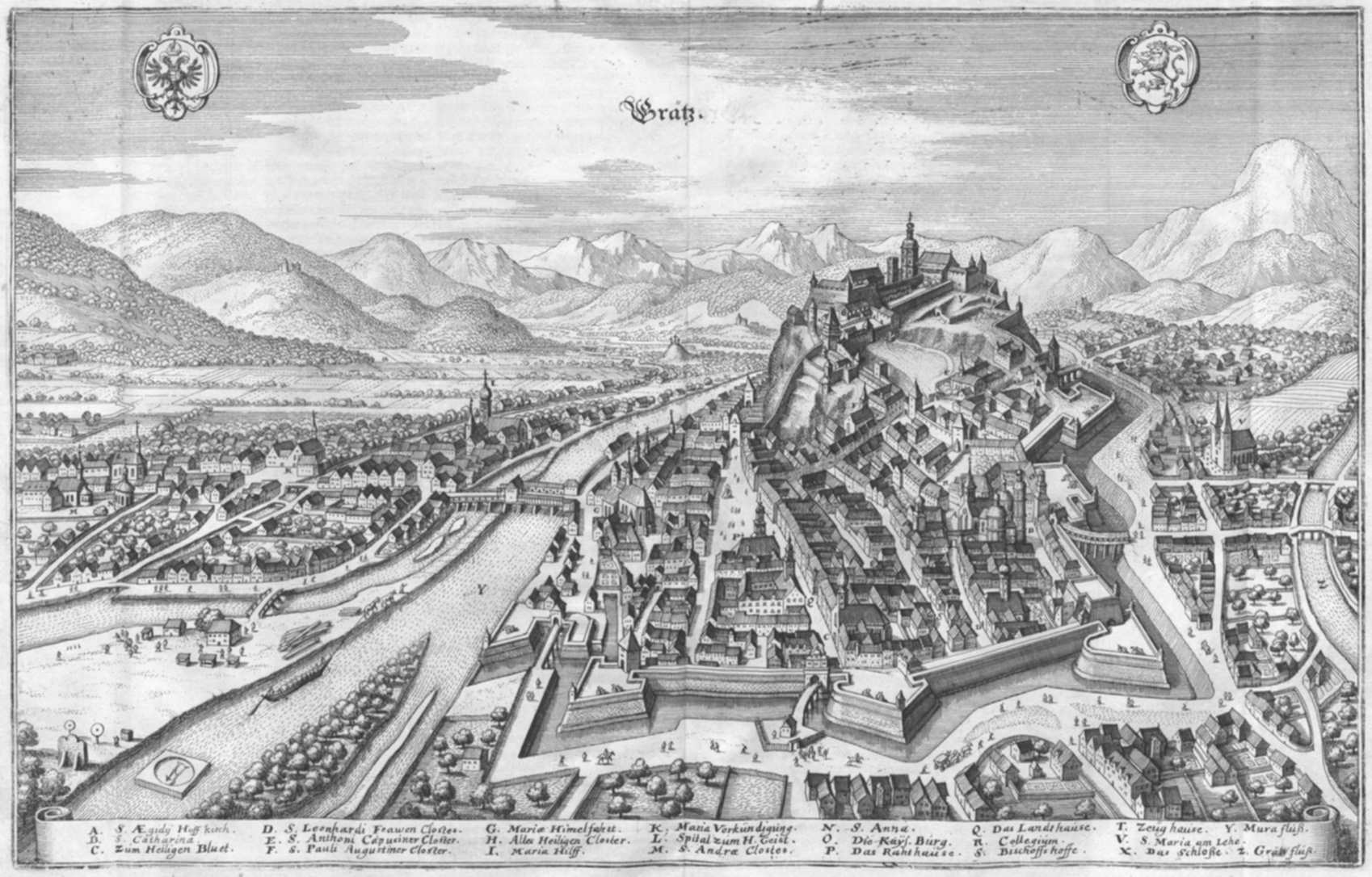
Gratz, in Zeiller, Merian Topographia Provinciarum Austriacarum 1679 (vergl. Ansicht in der Infobox)
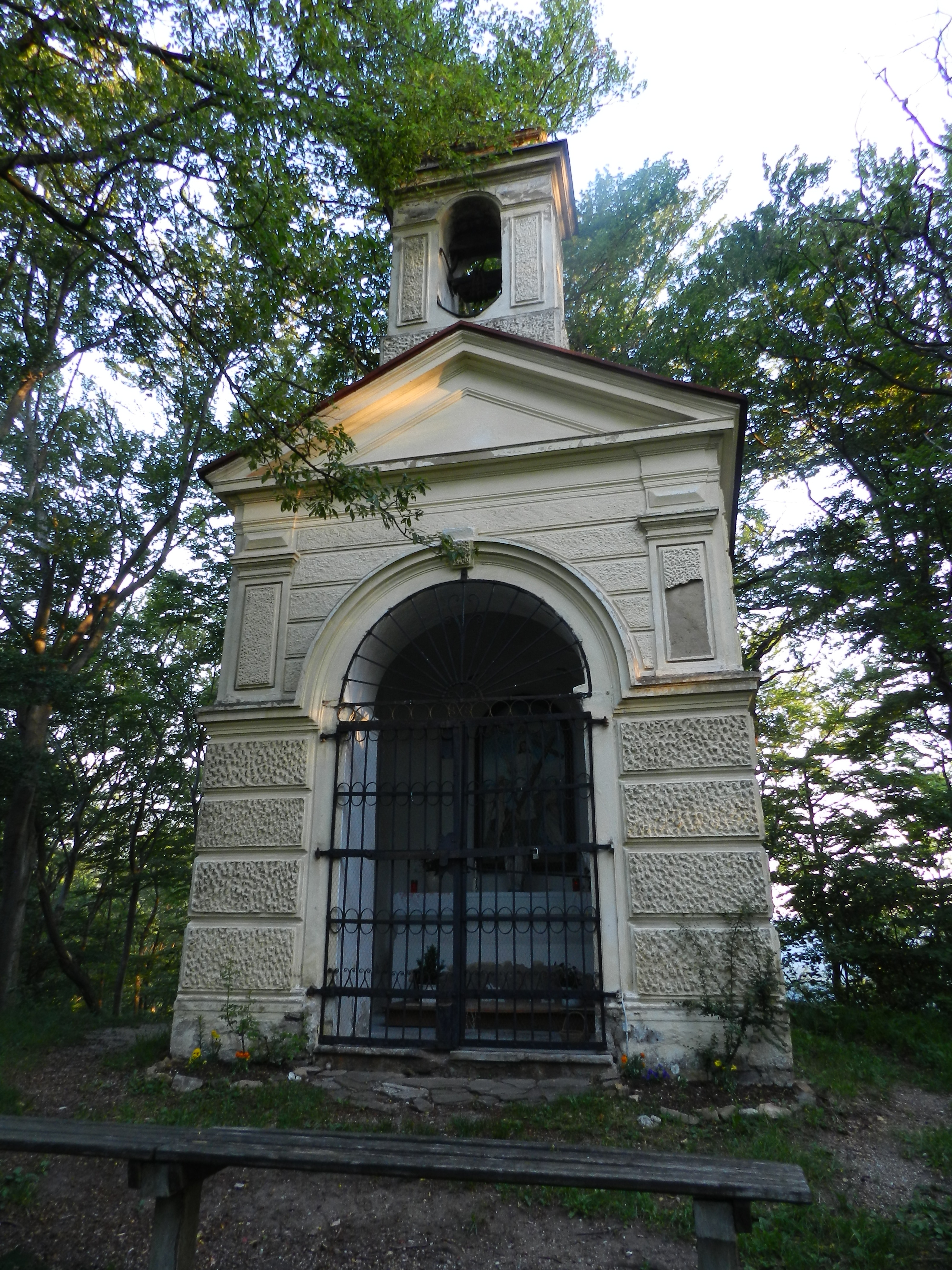
Cholerakapelle
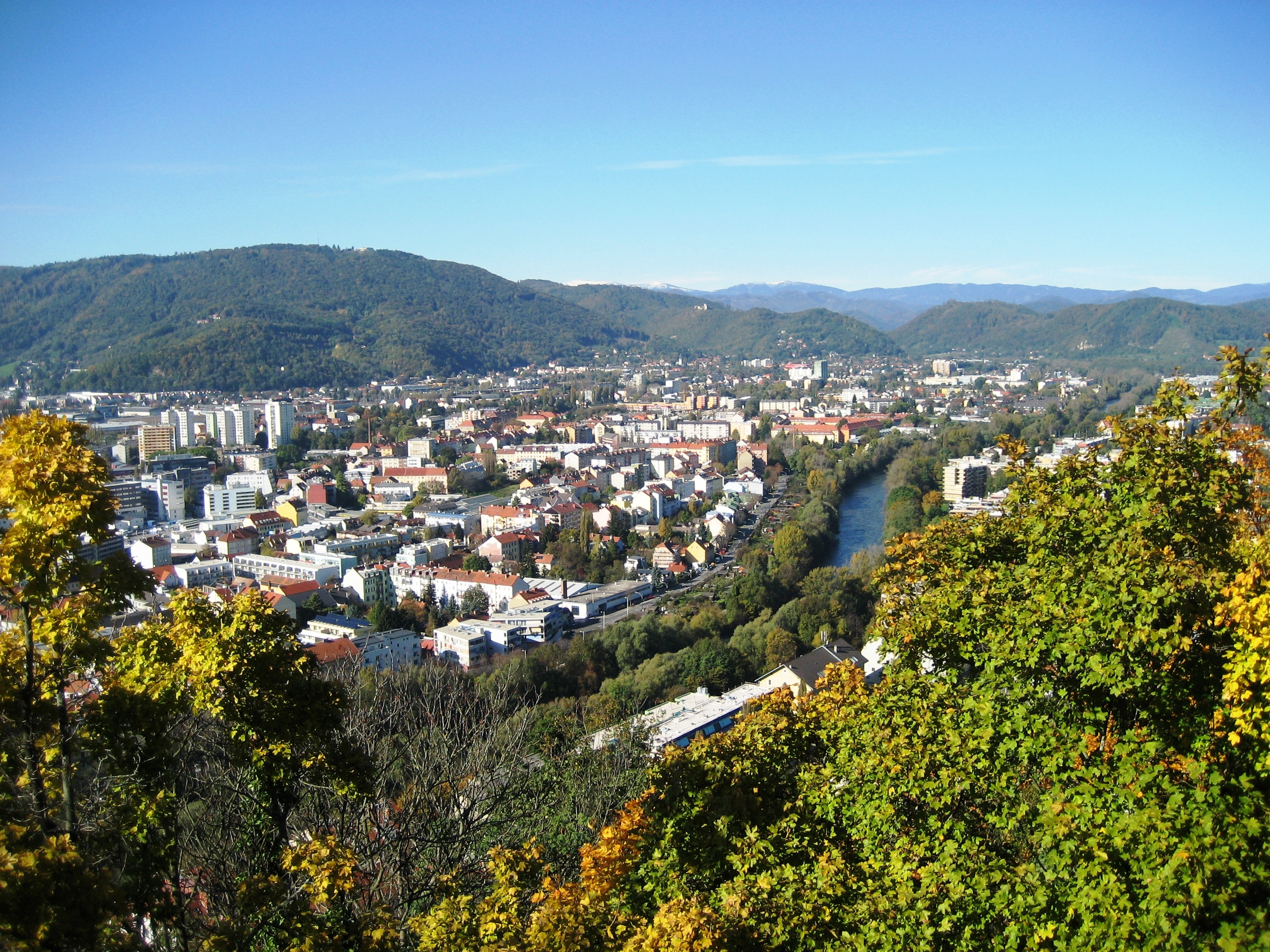
Blick vom Schloßberg Richtung Norden: Links Plabutsch mit Hubertushöhe, Bildmitte Ruinenberg mit Ruine Gösting, dann Admonter Kogel links der Mur; hinten die Gleinalpe

## Erschließung
Über den Berg führt ein Wanderweg von Gösting über den Ruinenweg zur Ruine, und von dort, vorbei am Jungfernsprung, hinab nach Raach an der Mur, oder zum Annenbründel, und von dort nach Thal-Oberbichl, oder über den Steinkogel hinunter nach Straßengel im Gratkorner Becken.